# 臺北市立龍門國民中學
臺北市立龍門國民中學（英語：Taipei Municipal Long Men Junior High School），簡稱龍門國中，為位於中華民國台北市大安區龍門里的一所國民中學，校地面積共34,613平方公尺，現有學生約1,500人。學校創立於2004年8月。
校地內有台北市市定古蹟龍安坡黃宅濂讓居，為台北市內少見現存的傳統農村建築，在建校之初原被計劃拆除，但最終在拆除前被臺北市政府列為市定古蹟，因此此古宅被原地保存於校園內，並成為校舍規劃及建築設計的主要意象。

## 歷史
- 1988年（民國77年）：臺北市政府決定興建「龍門國中」，並開始進行私有土地之徵收。但後因軍方不願無償撥用土地，以及國立台灣師範大學教職員宿舍之住戶不願接受補償及安置辦法而延宕。
- 1999年（民國88年）：臺北市政府公告，將強制執行拆遷龍門國中預定地上之住戶；而在同日，臺北市政府市政會議通過指定龍安坡黃宅濂讓居為市定古蹟，決定將龍安坡黃宅濂讓居保存於未來新建的龍門國中之內。
- 2002年（民國91年）：開始進行校舍新建工程。
- 2004年（民國93年）：校舍完工，並開始招生。

### 歷任校長
| 任別                           | 上任日期                       | 姓名                           | 上任前職務                     | 卸任後職務                     | 備註                           |                                |
| 臺北市立龍門國民中學籌備處主任 | 臺北市立龍門國民中學籌備處主任 | 臺北市立龍門國民中學籌備處主任 | 臺北市立龍門國民中學籌備處主任 | 臺北市立龍門國民中學籌備處主任 | 臺北市立龍門國民中學籌備處主任 | 臺北市立龍門國民中學籌備處主任 |
| ------------------------------ | ------------------------------ | ------------------------------ | ------------------------------ | ------------------------------ | ------------------------------ | ------------------------------ |
| 1                              | 1998年                         | 賴昭順                         |                                |                                |                                |                                |
| 2                              | 2000年                         | 戴雪卿                         | 台北市立藝術學校籌備處總務主任 | 臺北市立龍門國民中學校長       |                                |                                |
| 臺北市立龍門國民中學校長       |                                |                                |                                |                                |                                |                                |
| 1                              | 2004年8月1日                   | 戴雪卿                         | 臺北市立龍門國民中學籌備處主任 | 退休                           |                                |                                |
| 2                              | 2006年8月1日                   | 王意蘭                         | 臺北市立木柵國民中學校長       | 臺北市立大同高級中學校長       | 於大同高中校長任內退休         |                                |
| 3                              | 2012年8月1日                   | 陳採卿                         | 臺北市立芳和國民中學校長       | 退休                           |                                |                                |
| 4                              | 2016年8月1日                   | 鍾芷芬                         | 臺北市立蘭雅國民中學校長       | 退休                           |                                |                                |
| 5                              | 2023年8月1日                   | 洪國峰                         | 臺北市立龍山國民中學校長       | 現任                           |                                |                                |

## 學區
- 龍門里[8]
- 新龍里：與金華國中之共同學區。

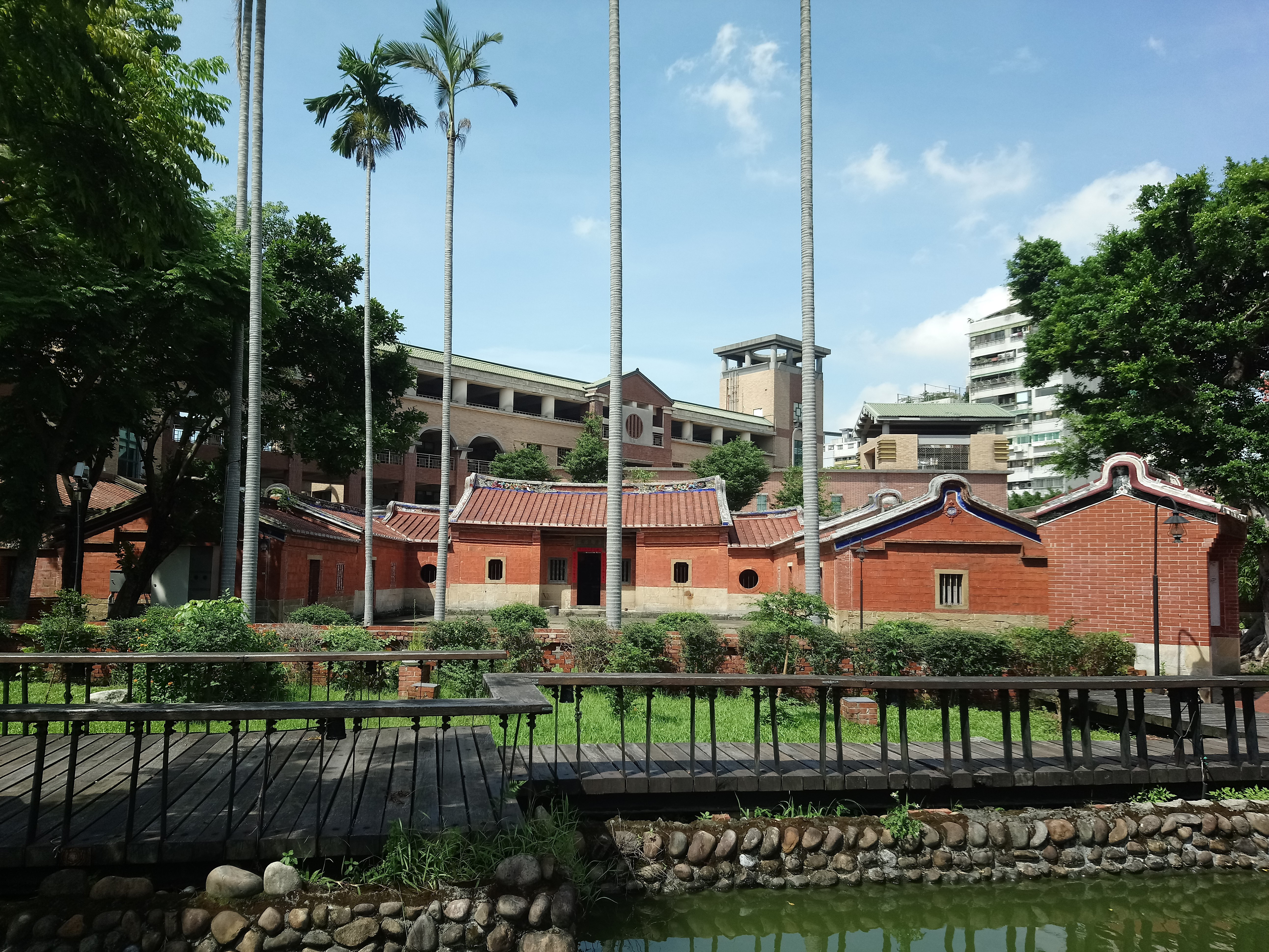
位於校區內的龍安坡黃宅濂讓居，後方為校舍。

- 龍坡里、龍泉里：與金華國中、民族國中之共同學區。
- 龍生里：與金華國中、大安國中之共同學區。
- 龍淵里：與金華國中、民族國中、和平高中國中部之共同學區。
- 大學里：與民族國中之共同學區。
- 臥龍里（5-8鄰）：與和平高中國中部之共同學區。

## 外部連結
- 臺北市立龍門國民中學 （页面存档备份，存于）

25°01′28.4″N 121°32′19.4″E / 25.024556°N 121.538722°E